# František Okleštěk
František Okleštěk (12. dubna 1867 Těšetice – 8. února 1936 Těšetice) byl český a československý politik; poslanec Říšské rady a Revolučního národního shromáždění za agrárníky.

## Biografie
Politicky aktivní byl již za Rakouska-Uherska. Od roku 1903 byl starostou rodných Těšetic. Zasedal na Moravském zemském sněmu. Byl sem zvolen v zemských volbách roku 1906 za českou kurii venkovských obcí, obvod Olomouc okolí, Šternberk, Libavá, Dvorec. Mandát obhájil v zemských volbách roku 1913.
Ve volbách do Říšské rady roku 1907 se stal i poslancem Říšské rady (celostátní parlament), kam byl zvolen za český okrsek Morava 20. Usedl do poslanecké frakce Klub českých agrárníků. Opětovně byl zvolen za týž obvod i ve volbách do Říšské rady roku 1911 a ve vídeňském parlamentu setrval do zániku monarchie.
Od roku 1918 do roku 1920 zasedal v československém Revolučním národním shromáždění za Republikánskou stranu československého venkova (od roku 1922 Republikánská strana zemědělského a malorolnického lidu).
Byl profesí rolníkem. Po dlouhou dobu působil jako předseda starostenského odboru olomouckého okresu.